# Paris-Nice 1960
Paris-Nice 1960 est la 18e édition de la course cycliste Paris-Nice. La course a lieu entre le 9 et le 16 mars 1960. La victoire revient au coureur belge Raymond Impanis, de l'équipe Faema, devant les Français François Mahé (Saint Raphael-Geminiani) et Robert Cazala (Mercier-BP).

## Participants
Dans cette édition de Paris-Nice, 80 coureurs participent divisés en 10 équipes : Leroux-Helyett, Saint Raphael-Geminiani, Faema, Liberia-Grammont, Carpano, Mercier-BP, San Pellegrino, Peugeot-BP, Torpedo, et Margnat-Rochet.

## Étapes
| Étapes                | Date    | Villes étapes                                 | Km     | Vainqueur d’étape  | Leader du classement général |
| --------------------- | ------- | --------------------------------------------- | ------ | ------------------ | ---------------------------- |
| 1re étape             | 9 mars  | Paris - Gien                                  | 170 km | Yvo Molenaers      | Yvo Molenaers                |
| 2e étape              | 10 mars | Gien - Bourges (contre-la-montre par équipes) | 82 km  | Faema              | Willy Schroeders             |
| 3e étape              | 11 mars | Bourges - Montceau-les-Mines                  | 197 km | Gilbert Desmet     | Willy Schroeders             |
| 4e étape              | 12 mars | Montceau-les-Mines - Saint-Étienne            | 173 km | Michel Dejouhannet | Raymond Impanis              |
| 5e étape              | 13 mars | Saint-Étienne - Avignon                       | 227 km | Rik Van Looy       | Raymond Impanis              |
| 6e étape, 1er secteur | 14 mars | Avignon - Vergèze                             | 68 km  | André Darrigade    | Raymond Impanis              |
| 6e étape, 2e secteur  | 14 mars | Vergèze - Nîmes (contre-la-montre)            | 37 km  | Romeo Venturelli   | Raymond Impanis              |
| 7e étape              | 15 mars | Nîmes - Manosque                              | 183 km | Jean Graczyk       | Raymond Impanis              |
| 8e étape, 1er secteur | 16 mars | Manosque - Fréjus                             | 130 km | Annulée            | Raymond Impanis              |
| 8e étape, 2e secteur  | 16 mars | Fréjus - Nice                                 | 115 km | Rik Van Looy       | Raymond Impanis              |

## Résultats des étapes

### 1reétape
9-03-1960. Paris-Gien, 170 km.
|   | Cycliste         | Équipe           | Temps           |
| - | ---------------- | ---------------- | --------------- |
| 1 | Yvo Molenaers    | Carpano          | 4 h 58 min 39 s |
| 2 | Willy Schroeders | Faema            | m.t.            |
| 3 | Robert Ducard    | Liberia-Grammont | m.t.            |

### 2eétape
10-03-1960. Gien-Bourges, 82 km (clm/équipes).
|   | Équipe                  | Temps           |
| - | ----------------------- | --------------- |
| 1 | Faema                   | 1 h 47 min 47 s |
| 2 | Mercier-BP              | + 1 min 02 s    |
| 3 | Saint Raphael-Geminiani | + 1 min 55 s    |

### 3eétape
11-03-1960. Bourges-Montceau-les-Mines, 197 km.
|   | Cycliste       | Équipe                  | Temps           |
| - | -------------- | ----------------------- | --------------- |
| 1 | Gilbert Desmet | Carpano                 | 4 h 47 min 28 s |
| 2 | Roger Rivière  | Saint Raphael-Geminiani | + 1 s.          |
| 3 | Jean Graczyk   | Leroux-Helyett          | + 3 s           |

### 4eétape
12-03-1960. Montceau-les-Mines-Saint-Étienne, 173 km.
|   | Cycliste           | Équipe                  | Temps           |
| - | ------------------ | ----------------------- | --------------- |
| 1 | Michel Dejouhannet | Saint Raphael-Geminiani | 4 h 19 min 26 s |
| 2 | Henry Anglade      | Liberia-Grammont        | m.t.            |
| 3 | Raymond Impanis    | Faema                   | m.t.            |

### 5eétape
13-03-1960. Saint-Étienne-Avignon, 227 km.
|   | Cycliste           | Équipe                  | Temps           |
| - | ------------------ | ----------------------- | --------------- |
| 1 | Rik Van Looy       | Faema                   | 6 h 09 min 20 s |
| 2 | Gilbert Desmet     | Carpano                 | m.t.            |
| 3 | Michel Dejouhannet | Saint Raphael-Geminiani | m.t.            |

### 6eétape,1ersecteur
14-03-1960. Avignon-Vergèze, 68 km.
|   | Cycliste         | Équipe         | Temps           |
| - | ---------------- | -------------- | --------------- |
| 1 | André Darrigade  | Leroux-Helyett | 1 h 33 min 06 s |
| 2 | Georges Mortiers | Peugeot-BP     | m.t.            |
| 3 | Désiré Keteleer  | Carpano        | m.t.            |

### 6eétape,2esecteur
14-03-1960. Vergèze-Nîmes, 37 km (clm).
|   | Cycliste         | Équipe                  | Temps       |
| - | ---------------- | ----------------------- | ----------- |
| 1 | Romeo Venturelli | San Pellegrino          | 52 min 28 s |
| 2 | Roger Rivière    | Saint Raphael-Geminiani | + 19 s      |
| 3 | Gilbert Desmet   | Carpano                 | + 21 s      |

### 7eétape
15-03-1960. Nîmes-Manosque, 183 km.
|   | Cycliste         | Équipe         | Temps           |
| - | ---------------- | -------------- | --------------- |
| 1 | Jean Graczyk     | Leroux-Helyett | 4 h 46 min 28 s |
| 2 | Romeo Venturelli | San Pellegrino | + 22 s          |
| 3 | André Darrigade  | Leroux-Helyett | + 38 s          |

### 8eétape,1ersecteur
16-03-1960. Manosque-Fréjus, 130 km.
Étape annulée à cause des inondations.

### 8eétape,2esecteur
16-03-1960. Manosque-Nice, 115 km.
|   | Cycliste       | Équipe                  | Temps           |
| - | -------------- | ----------------------- | --------------- |
| 1 | Rik Van Looy   | Faema                   | 2 h 56 min 05 s |
| 2 | Gilbert Desmet | Carpano                 | m.t.            |
| 3 | Roger Rivière  | Saint Raphael-Geminiani | m.t.            |

## Classements finals

### Classement général
|    | Cycliste         | Équipe                  | Temps            |
| -- | ---------------- | ----------------------- | ---------------- |
| 1  | Raymond Impanis  | Faema                   | 32 h 15 min 45 s |
| 2  | François Mahé    | Saint Raphael-Geminiani | + 2 min 26 s     |
| 3  | Robert Cazala    | Mercier-BP              | + 2 min 32 s     |
| 4  | Henry Anglade    | Liberia-Grammont        | + 3 min 13 s     |
| 5  | Claude Colette   | Peugeot-BP              | + 3 min 33 s     |
| 6  | Edgard Sorgeloos | Faema                   | + 3 min 50 s     |
| 7  | Francis Anastasi | Margnat-Rochet          | + 5 min 18 s     |
| 8  | René Privat      | Mercier-BP              | + 6 min 29 s     |
| 9  | Antonin Rolland  | Margnat-Rochet          | + 6 min 40 s     |
| 10 | Jean Bonifassi   | Liberia-Grammont        | + 7 min 35 s     |